# 대구두류초등학교
대구두류초등학교는 대한민국 대구광역시 서구에 있는 공립 초등학교이다.

## 학교 연혁
- 1984-12-20 학교 설립 인가(22학급 1,209명)
- 1986-03-11 대구두류초등학교 개교(22학급 / 대구경운초등학교에서 918명 인수, 신입생 291명)
- 1987-03-01~1989-02-28 시교육청 지정 '기본생활 예절지도' 시범학교 운영
- 1988-09-28 대구내서초등학교로 학생 297명 이관(학구조정)
- 1993-03-01~1994-02-28 농림수산부지정 식생활 개선 협력학교
- 1997-03-01~1999-02-28 서부교육청 지정 열린교육 협력학교
- 1998-03-01~2000-02-29 시교육청 지정 교육정보화 시범학교
- 1999-07-07 서부교육청지정 열린교육 협력학교 수업공개
- 1999-10-22 대구광역시교육청 교육정보화 시범학교 공개
- 2001-03-01~2002-02-28 시교육청지정 ICT 활용 준거학교 공개
- 2004-11-08 서구청장 기념식수(느티나무 5그루, 배롱나무 1그루)
- 2005-02-16 제18회 졸업식(졸업생 총수 3,841명)
- 2006-02-01 편입부지 지장물 철거 4동(531-15m3)
- 2006-02-17 제19회 졸업식(졸업생 총수 3,960명)
- 2006-02-17 환경개선:창살형 담장 설치 (99-3m)
- 2006-06-03 보건실 설치(씽크대, 수도배관공사)
- 2006-09-15 컴퓨터실 실습실용 PC교체(교사용:팬티엄41대,학생용:셀러론 38대)
- 2006-11-29 지구별 연합 어린이회 개최
- 2006-12-20 과학전람회 우수교 표창 (교육감)
- 2006-12-31 학교 서북쪽 도로변 어린이보호구역 (School Zone) 설치
- 2007-02-14 제20회 졸업(졸업생 총수 4,057명)
- 2007-02-28 운동장 확장 (958m3), 주차장 설치, 급수대 이전
- 2007-03-01 17학급 편성
- 2007-11-23 소나무 동산 설치
- 2007-12 자율 장학 평가 우수교 표창 (교육감)
- 2007-12 학교 종합 평가 우수교 표창 (교육감)
- 2008-02 학교도서실 현대화 사업
- 2008-02-21 제21회 졸업(졸업생 총수 4,178명)
- 2008-03-01 16학급 편성
- 2008-06-17 운동장에 이팝나무 등 나무 5그루 식재 (서구청 기증)
- 2008-07-17~2008-10-22 승강기설치, 급식실 화장실 대수선, 교실바닥교체 등 건축공사
- 2008-11-02 방송실 시설 보수 공사
- 2009-03-01 15학급 편성
- 2009-03-07 학생 사물함 교체
- 2009-12-24 건물외벽 게시용 벽시계 제작
- 2009-12-30 창의적인 학교 과학교육 현장 교육발전에 기여(교육장상)
- 2010-01-26 국기게양대 3조 교체
- 2010-02-11 제23회 졸업식 83명 졸업(총 졸업생 수: 4323명)
- 2010-02-24 1층 건물 하단 유리창문틀 철거 보수, 복도환경게시판 제작
- 2010-03-05 계단 부착식 영어 표지판 제작
- 2010-05-20 제5회 합창 합주 경연대회 합창부문 우수(교육장)
- 2010-06-09 민속놀이 한마당 경연대회 딸림상(교육장)
- 2010-08-19 굿 네이버스와 협약 체결
- 2010-10-25 Wrold Vision 감사장
- 2010-11-30 제1기 어머니 청렴지킴이 활동평가 우수교 표창(국민권익위원회)
- 2010-12-08 학교평가 경영부문(교육감)
- 2010-12-22 주제가 있는 학교특색경영 장려상 수상(교육감)
- 2010-12-28 장학활동 우수교 표창(교육장)
- 2010-12-30 학교정보공시 우수교 표창(교육감)
- 2011-01-04 학력향상 우수교 선정(교육감)
- 2011-01-05 환경교육연구학교 선정(2011-3-1∼2013-2-28)
- 2011-02-09 초등 영어 선도학교 선정(교육감)
- 2011-02-16 제24회 졸업식 72명 졸업(총 졸업생 수: 4395명)
- 2011-03-01~2013-02-28 환경교육정책연구학교 지정·운영
- 2011-03-01~2012-02-29 초등영어교육선도학교 지정·운영
- 2011-10-27 프로젝션 TV 교체
- 2011-11-04 노후 컴퓨터 11대 교체
- 2011-11-07 전기냉온수기 및 컵세척기 추가 설치(3층)
- 2011-12-28 장학활동 우수교(교육장)
- 2012-01-30 교사용 컴퓨터 책상 17대 교체
- 2012-02-04 We-클래스(꿈사랑교실) 완공
- 2012-02-16 제25회 졸업식 68명 졸업(총 졸업생 수: 4462명)
- 2012-02-29 컴퓨터실 모니터 38대 교체
- 2012-07-10 강당(꿈빛관) 개관식
- 2012-11-22 돌봄교실(꿈나무교실) 완공
- 2012-12-27 제14차 환경교육시범학교 우수교 표창(환경부장관)
- 2012-12-27 장학활동 우수교 표창(교육장)
- 2013-02-15 제26회 졸업식 61명 졸업(총 졸업생 수: 4523명)
- 2013-11-14 보건실, 교무실 현대화 사업
- 2013-12-26 장학활동 우수교 표창(교육장)
- 2014-02-14 제27회 졸업식 55명(총 졸업생수 : 4,578명)
- 2014-08-20 돌봄교실 추가 설치 교문 계단 설치로 학생 등하교시 위험요소 개선
- 2014-08-23 강당동 CCTV추가 설치
- 2014-09-05 학교폭력 없는 행복한 학교 (1차 학교폭력 제로학교 선정_교육감)
- 2014-12-15 담장 벽화 사업
- 2014-12-24 학교폭력 없는 행복한 학교 (2차 학교폭력 제로학교 선정_교육감)
- 2015-02-13 제28회 졸업식 56명(총 졸업생수: 4,634명)

## 참고 자료
- 대구두류초등학교 - 한국교육학술정보원 학교알리미